# 洋河南镇
洋河南镇，是中华人民共和国河北省张家口宣化区下辖的一个乡镇级行政单位。

## 行政区划
洋河南镇下辖以下地区：
头台子村、东前所村、羊房村、张家房村、柳林子村、二台子村、三台子村、下路家房村、姚家堡村、邓家台村、郜家洼村、沙圪塄村、甘庄子村、北辛庄村、许家堡村、赵家堡村、茹家洼村、田家房村、新范庄村和新建庄村。